# ビルドアート
株式会社ビルドアート（英文商号：Build Art Inc.）は、神奈川県、東京都を施工エリアとする日本の建設会社。
建設会社であると共に、グランピング事業、人工光型野菜工場事業を行う企業である。

## 沿革
- 2001年（平成13年） - 神奈川県相模原市鶴間にて「理建築」創業。
- 2003年（平成15年） - 法人化に伴い「有限会社ビルドアート」に改称。
- 2008年（平成20年） - 二級建築士事務所、一般建設業許可取得。
- 2009年（平成21年） - 社団法人ツーバイフォー建築協会、住宅保証機構に加入。
- 2012年（平成24年） - 現社名「株式会社ビルドアート」へ商号変更。 一級建築士事務所登録。
- 2017年（平成29年） - 本社移転。神奈川県相模原市南区相模大野に新社屋および併設モデルハウス新設。
- 2018年（平成30年） - グランピング施設「TENT 一宮グランピングリゾート」オープン。人工光型野菜工場「WORLD FARM 相模原工場」オープン。神奈川県横浜市中区桜木町に、横浜支店とし「みなとみらいスタジオ」開設。

## 支店
- みなとみらいスタジオ（神奈川県横浜市、2018年（平成30年）オープン